# Freddie-Mercury-Statue

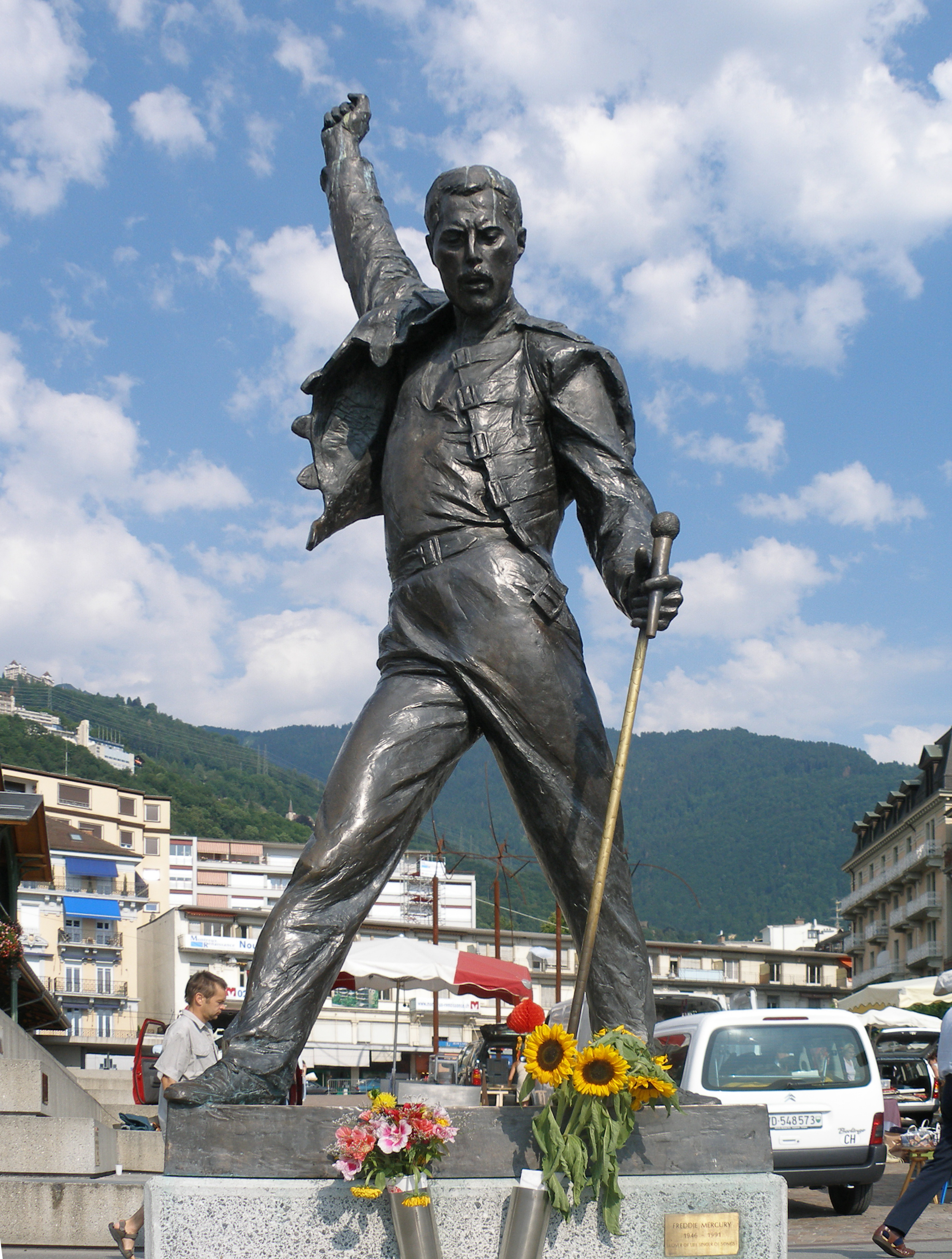
Freddie-Mercury-Statue

Die Freddie-Mercury-Statue (französisch Statue de Freddie Mercury) ist ein Denkmal in der Schweizer Stadt Montreux. Sie steht am Place du Marché an der Uferpromenade beim Genfersee. Die von der tschechischen Bildhauerin Irena Sedlecká erschaffene Bronzeskulptur stellt den britischen Sänger, Komponisten und Musiker Freddie Mercury dar, den Leadsänger der Rockband Queen. Mercury hatte eine enge Beziehung zu Montreux und hielt sich wiederholt hier auf – unter anderem zur Aufnahme mehrerer Queen-Alben in den Mountain Studios.
Das drei Meter hohe Kunstwerk aus dem Jahr 1996 zeigt Mercury in einer typischen Pose, die er 1986 während der Magic Tour bei einem Konzert im Wembley-Stadion einnahm: Gekleidet in eine uniformähnliche Jacke und dem See zugewandt, hebt er den rechten Arm mit geballter Faust und leicht nach unten gerichtetem Blick, während er in der linken Hand einen Mikrofonständer hält.
Offiziell enthüllt wurde die Statue am 25. November 1996 in Anwesenheit von Mercurys Angehörigen, der Queen-Mitglieder Brian May und Roger Taylor, der Opernsängerin Montserrat Caballé und von Claude Nobs, dem Gründer des Montreux Jazz Festival. Eine kleine Entwurfskopie der Statue ist auf dem Cover des 1995 erschienenen Queen-Albums Made in Heaven abgebildet; sie war damals vorübergehend in der Nähe des Duck House, Mercurys Wohnsitz in Montreux, aufgestellt worden. Seit 2001 ist die Statue eine der Stationen des Freddie Mercury Montreux Memorial Day, an dem Mercury-Fans sich jedes Jahr am ersten Septemberwochenende in Montreux versammeln.